# منتخب نيوزيلندا لكرة السلة على الكراسي المتحركة للرجال
منتخب نيوزيلندا لكرة السلة على الكراسي المتحركة للرجال (بالإنجليزية: New Zealand men's national wheelchair basketball team)‏ هو ممثل نيوزيلندا الرسمي في المنافسات الدولية في كرة السلة على الكراسي المتحركة .

## وصلات خارجية
- الموقع الرسمي